# 菱川孫兵衛
菱川 孫兵衛（ひしかわ まごべえ、生没年不詳）とは、江戸時代の絵師。

## 来歴
師系・経歴不明。滋賀県近江八幡市の日牟禮八幡宮に「安南渡海船額」という扁額（絵馬）があり、その画面には「正保四年（1647年）丁亥三月吉日」、「菱川孫兵衛筆」などと記されている。画風は狩野派風といわれる。この扁額は近江八幡の商人西村太郎右衛門が安南国交趾に渡海して居住の後、人を頼んで九州長崎から日牟禮八幡宮に奉納したもので、長崎には当時「菱川孫兵衛」と名乗る絵師がいたとの伝承があったという。また『古画備考』巻四十五の「禁裡御造営部類」によれば、火事で焼けた京都御所の再建が延宝2年（1674年）から延宝4年にかけて行われ、このとき女御御殿に「菱川孫兵衛」という絵師が枇杷などの絵を描いている。